# Erzbistum Lanciano-Ortona
Das Erzbistum Lanciano-Ortona (lat.: Archidioecesis Lancianensis-Ortonensis, ital.: Arcidiocesi di Lanciano-Ortona) ist eine in Italien gelegene römisch-katholische Erzdiözese mit Sitz in Lanciano. 

## Geschichte

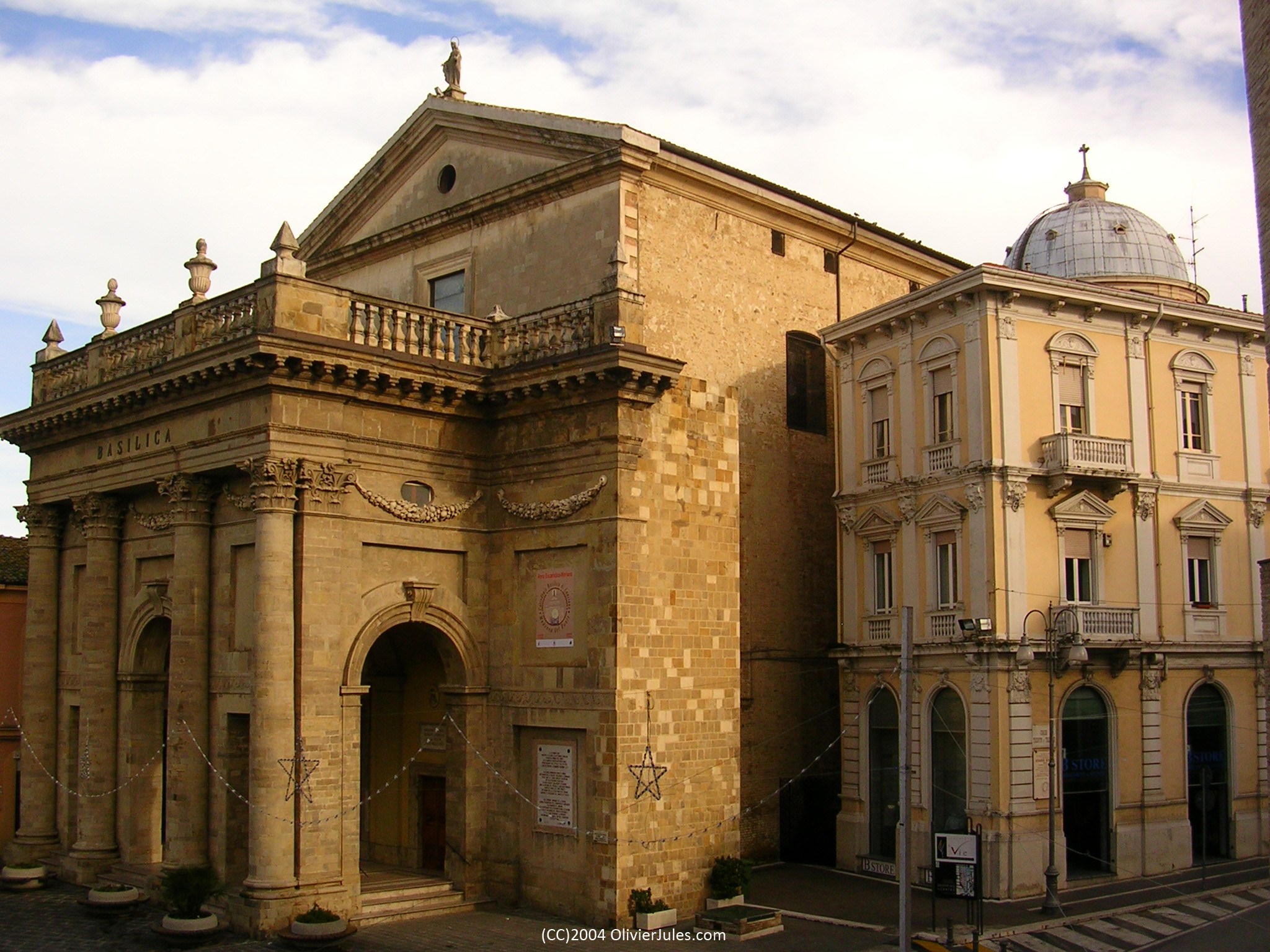
Kathedrale Madonna del Ponte in Lanciano

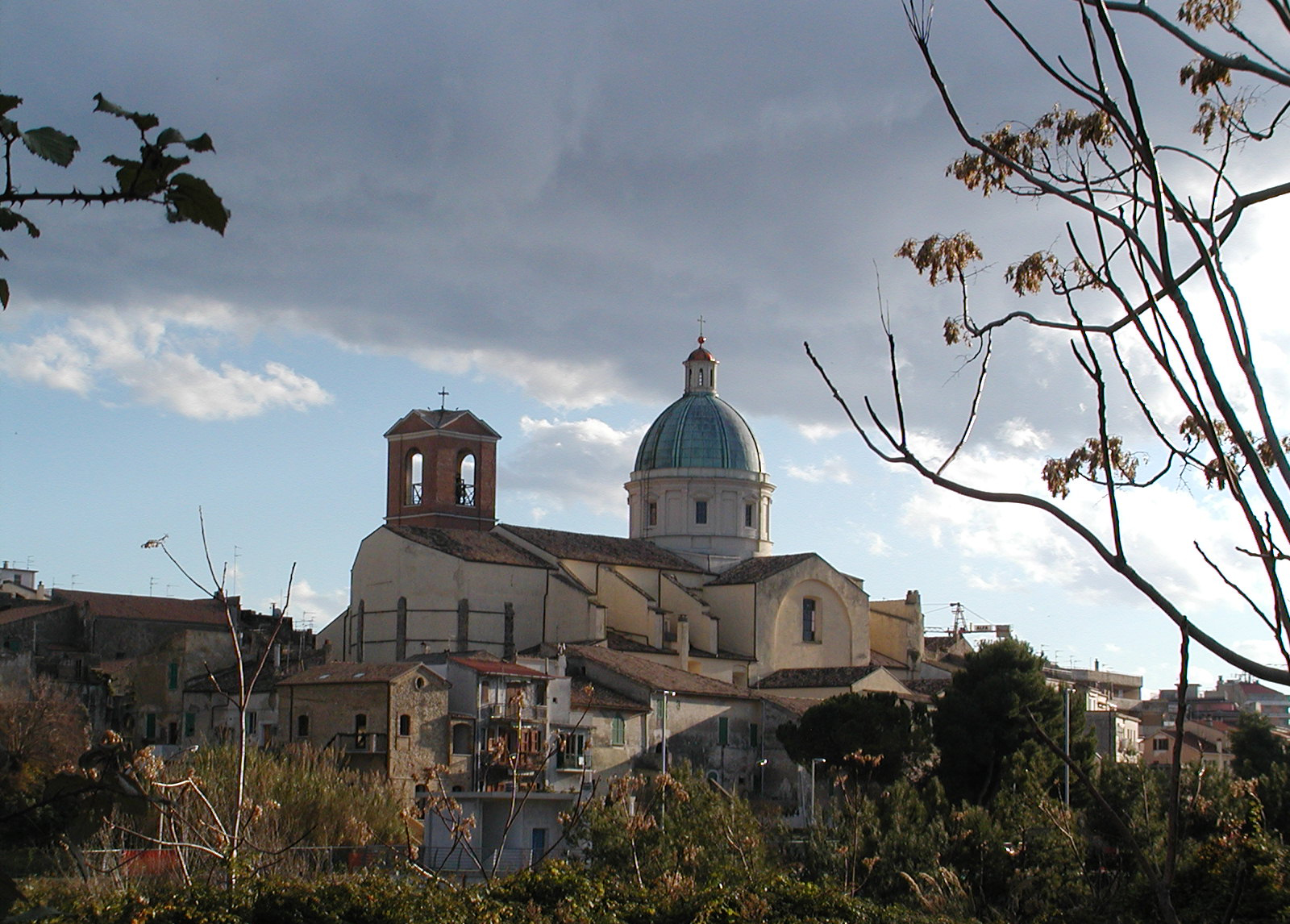
Konkathedrale San Tommaso Apostolo in Ortona

Das Erzbistum Lanciano-Ortona wurde am 27. April 1515 durch Papst Leo X. aus Gebietsabtretungen des Bistums Chieti als Bistum Lanciano errichtet und dem Heiligen Stuhl direkt unterstellt. Am 1. Juni 1526 wurde das Bistum Lanciano durch Papst Clemens VII. mit der Apostolischen Konstitution Super universas dem Erzbistum Chieti-Vasto als Suffraganbistum unterstellt. 
Bistum Lanciano wurde am 9. Februar 1562 durch Papst Pius IV. mit der Apostolischen Konstitution Super universas zum Erzbistum erhoben. Am 19. Februar 1834 wurde das Territorium des Bistums Ortona dem Erzbistum Lanciano angegliedert. Das Erzbistum Lanciano wurde am 24. November 1945 in Erzbistum Lanciano und Ortona umbenannt. Das Erzbistum Lanciano und Ortona verlor am 2. März 1982 durch die Apostolische Konstitution Fructuosae Ecclesiae den Status als Metropolitanbistum und wurde dem Erzbistum Chieti-Vasto als Suffraganbistum unterstellt. Am 30. September 1986 wurde das Erzbistum Lanciano und Ortona in Erzbistum Lanciano-Ortona umbenannt.